# Andrew Wilson (arqueólogo clássico)
Andrew Ian Wilson (nascido em 28 de fevereiro de 1968) é um arqueólogo clássico britânico e diretor do Instituto de Arqueologia da Universidade de Oxford. A principal área de pesquisa de Wilson é a economia romana, Grécia Antiga e suprimento de água na Roma Antiga, bem como tecnologia antiga.

## Publicações recentes
Livros
- Quantifying the Roman Economy: Methods and Problems, Oxford Studies in the Roman Economy, Vol. 1, Oxford: Oxford University Press, 2009 (co-editor), ISBN 978-0-19-956259-6

Artigos selecionados e capítulos de livros
- Urban Production in the Roman World: The View from North Africa, Papers of the British School at Rome, Vol. 70, 2002, pp. 231–273
- Machines, Power and the Ancient Economy, The Journal of Roman Studies, Vol. 92, 2002, pp. 1–32
- The Spread of Foggara-based Irrigation in the Ancient Sahara, in Mattingly, David John; McLaren, Sue; Savage, Elizabeth; al-Fasatwi, Y.; Gadgood, Khaled (eds.), The Libyan Desert: Natural Resources and Cultural Heritage, London: The Society for Libyan Studies, 2006, pp. 205–216, ISBN 978-1-900971-04-1
- The Economic Impact of Technological Advances in the Roman Construction Industry, in Lo Cascio, Elio (ed.), Innovazione tecnica e progresso economico nel mondo romano, Bari: Edipuglia, 2006, pp. 225–236, ISBN 978-88-7228-405-6
- The Metal Supply of the Roman Empire, in Papi, Emanuele (ed.), Supplying Rome and the Roman Empire, Journal of Roman Archaeology, supplement 69, 2007, pp. 109–125, ISBN 978-1-887829-69-4
- Hydraulic Engineering, in Oleson, John Peter (ed.), Handbook of Engineering and Technology in the Classical World, Oxford: Oxford University Press, 2008, pp. 285–318, ISBN 978-0-19-518731-1
- Machines, in Oleson, John Peter (ed.), Handbook of Engineering and Technology in the Classical World, Oxford: Oxford University Press, 2008, pp. 337–366, ISBN  978-0-19-518731-1
- Large-scale Manufacturing, Standardization, and Trade, in Oleson, John Peter (ed.), Handbook of Engineering and Technology in the Classical World, Oxford: Oxford University Press, 2008, pp. 393–417, ISBN 978-0-19-518731-1
- Economy and Trade, in Bispham, Edward (ed.), The Short Oxford History of Europe, Vol. 2: Roman Europe, Oxford: Oxford University Press, 2008, pp. 170–202, ISBN 978-0-19-926601-2
- Villas, Horticulture and Irrigation Infrastructure in the Tiber Valley, in Coarelli, Filippo; Patterson, Helen (eds.), Mercator Placidissimus: The Tiber Valley in Antiquity. New Research in the Upper and Middle River Valley, Proceedings of the Conference Held at the British School at Rome, 27–28 February 2004, Rome: Edizioni Quasar, 2009, pp. 731–768, ISBN 978-88-7140-368-7